# Ministère des Affaires étrangères et de la Coopération
Le Ministère des Affaires étrangères et de la Coopération est l’administration nigérienne chargée d’assurer les relations et les intérêts du Niger avec les États étrangers. Il est dirigé par un ministre, membre du gouvernement nigérien.

## Description

### Siège
Le ministère chargé des affaires étrangères et de la coopération a son siège à Niamey. 

### Attributions
Le ministère des affaires étrangères et de la coopération du Niger est chargé de représenter, défendre et promouvoir les intérêts du Niger et des ressortissants nigériens dans tous les domaines auprès des pays étrangers.

### Ministres
Depuis novembre 2023, le ministre des affaires étrangères et de la coopération du Niger est Bakary Yaou Sangaré.